# Janvier 1994

## Événements
- 1er janvier : 
  - Entrée en vigueur de l'Espace économique européen (EEE) entre les 12 de l'Union européenne et les 5 de l'Association européenne de libre-échange (AELE).
  - La Grèce préside la Communauté européenne pour les six prochains mois.
  - Entrée en vigueur de l'accord de libre-échange nord-américain (ALENA).

- 1er au 25 janvier : l'insurrection zapatiste dans le Chiapas mexicain commence avec la prise symbolique de la ville de San Cristóbal de las Casas.

- 3 janvier : un Tupolev Tu-154 de la compagnie aérienne russe Baïkal s'écrase peu après le décollage à Irkoutsk ; 120 morts.

- 10 janvier : 
  - Sydney (Australie) est cernée par les flammes d'une incendie de brousse gigantesque.
  - Premier numéro du quotidien parisien InfoMatin.

- 11 janvier : l'OTAN propose un partenariat aux pays de l'Est, en particulier le Groupe de Visegrád (Tchéquie, Slovaquie, Hongrie, Pologne).

- 12 janvier :
  - Dévaluation de 50 % du franc CFA.
  - Lancement par Peugeot du monospace 806.

- 16 janvier : importantes manifestations laïques en France protestant contre la révision de la loi Falloux (600 000 personnes).

- 17 janvier : • tremblement de terre de 6,6 sur l'échelle ouverte de Richter à Los Angeles. Gros dégâts matériels et 27 morts. • Mise en service de l’A330

- 18 janvier : 
  - Clôture judiciaire de l'affaire de l'Irangate; Le président Ronald Reagan était bien au courant et a tenté d'étouffer l'affaire.
  - Volkswagen lance sa « Concept 1 », nouvelle mouture de la célèbre Coccinelle.

- 21 janvier : la vague de froid touchant les États-Unis atteint son paroxysme. Il faut remonter en 1879 pour trouver trace d'un tel incident climatique. 130 morts sont enregistrés depuis le début de cette vague de froid.

- 22 janvier : la patineuse française Surya Bonaly remporte à 20 ans son quatrième titre européen consécutif.

- 24 janvier : après 26 lancements consécutifs sans incidents, la 63e fusée Ariane s'est abîmée en mer.

- 26 janvier :
  - L'Italien Silvio Berlusconi annonce son entrée en politique.
  - Effondrement du toit du magasin Casino Ferber à Nice : 3 morts et 86 blessés[1].

- 27 janvier : le Français François Delecour remporte le Rallye Monte-Carlo.

- 29 janvier : 
  - Robert Hue remplace Georges Marchais à la tête du PCF, lors du XXVIIIe congrès du parti.
  - Chute mortelle pour la skieuse Ulrike Maier à Garmisch-Partenkirchen. Évacuée inconsciente après une lourde chute, elle meurt peu après à l'âge de 26 ans.

- 31 janvier : Résolution 896 du Conseil de sécurité des Nations unies

## Naissances
- 6 janvier : Im Jaebum, leader sud-coréen du groupe Got7.
- 11 janvier : Nicolas Kerdiles, hockeyeur sur glace américain († 23 septembre 2023).
- 12 janvier: Emre Can, footballeur allemand
- 14 janvier: Kai, chanteur et rappeur sud-coréen du boys band EXO
- 15 janvier : Myke Towers, chanteur portoricain.
- 16 janvier : Oyeniyi Abejoye, athlète nigérian.
- 18 janvier : Minzy, chanteuse sud-coréenne du groupe 2NE1
- 19 janvier: Matthias Ginter, footballeur allemand
- 24 janvier : Yoo Young-jae, chanteur sud-coréen (B.A.P)
- 27 janvier : 
  - Jeneko Place, athlète bermudien.
  - Georgina Rodríguez, mannequin, entrepreneur, influenceuse et actrice argentine naturalisée espagnole.
  - Adin Vrabac, basketteur bosnien.
- 28 janvier :
  - Maluma, chanteur colombien.
- 30 janvier :
  - Marie Oteiza, pentathlonienne française.
  - Filip Peliwo, joueur de tennis professionnel canadien.
  - Werenoi, rappeur français († 17 mai 2025).

## Décès
- 1er janvier : Cesar Romero, acteur (° 15 février 1907).
- 5 janvier : Eliška Junková, pilote automobile tchèque (° 16 novembre 1900).
- 8 janvier : René Faye, coureur cycliste français (° 20 décembre 1923).
- 11 janvier : Charles-Marie Himmer, évêque belge (° 10 avril 1902).
- 13 janvier : Hervé Alphand, diplomate français (° 31 mai 1907).
- 15 janvier :
  - Georges Cziffra, musicien (° 5 novembre 1921).
  - Gabriel-Marie Garrone, cardinal français de la Curie romaine (° 12 octobre 1901).
  - Harry Nilsson, chanteur, compositeur, acteur et scénariste américain (° 15 juin 1941).
- 20 janvier : Oginga Odinga, 1er vice-président kényan (° octobre 1911)
- 22 janvier :
  - Jean-Louis Barrault, comédien français (° 8 septembre 1910).
  - Telly Savalas, acteur américain (° 21 janvier 1924).
- 24 janvier : Yves Navarre, écrivain français (° 24 septembre 1940).
- 26 janvier : Jean-Didier Wolfromm, écrivain et critique littéraire français (° 21 mai 1941).
- 31 janvier : Pierre Boulle, écrivain français (° 20 février 1912).